# Biltzheim
Biltzheim település Franciaországban, Haut-Rhin megyében. Lakosainak száma 483 fő (2022. január 1.). Biltzheim Rouffach, Oberhergheim, Niederentzen és Oberentzen községekkel határos.

## Népesség
A település népességének változása:
| Lakosok száma | 416  | 409  | 450  | 444  | 455  | 467  | 478  | 480  | 483  |
|               | 2013 | 2015 | 2016 | 2017 | 2018 | 2019 | 2020 | 2021 | 2022 |